# Seu José
Seu José foi o nome artístico de um ator conhecido por fazer parte do elenco no Bom Dia & Companhia, programa infantil do SBT. Ele estreou no programa em 2012, na época em que era apresentado por Priscilla Alcântara e Yudi Tamashiro. Ele contracenava com Chico Mineiro, seu periquito. Seu José lia cartas com mensagens de otimismo que eram selecionadas pelo Chico para as crianças que iriam participar dos jogos do programa. Normalmente, ele dava um beijo no papel.
Morreu em 19 de março de 2021. Seus colegas de trabalho, como Maisa Silva e Matheus Ueta, lamentaram sua morte.